# Дуврский договор
Дуврский договор — секретная договорённость, достигнутая в Дувре в июне 1670 года между представителями английского короля Карла II и французского короля Людовика XIV. Договор завершил семь лет негласных переговоров об англо-французском альянсе, которые вела Генриетта Анна (сестра английского короля и невестка французского).
В обмен на финансовую и военную помощь французской короны Карл II обещал принять католичество и разорвать союзные отношения с протестантскими державами, Швецией и Голландией. Людовик XIV ручался финансовыми вливаниями ослабить зависимость Карла от своевольного парламента, а также прислать на Альбион 6000 французских солдат в случае, если подданные Карла не захотят добровольно вернуться к католической вере.
Чтобы прикрыть секретные договорённости о смене религии, правительством Кабаль через полгода после Дуврского был подписан официальный англо-французский договор о взаимопомощи. Во исполнение его условий в апреле 1672 года Англия объявила Голландии войну — на следующий день после того, как аналогичное заявление сделала Франция.
Война, однако, складывалась для англичан не самым удачным образом, а французские субсидии не отличались регулярностью. Вкупе со сложной внутриполитической ситуацией эти обстоятельства поставили крест на исполнении дуврских договорённостей.

## Подготовка
Неизвестно, кто был инициатором союза между Англией и Францией и когда эта идея возникла. Две страны тайно обсуждали возможность установления более тесных отношений после Реставрации в 1660 году, и Карл тогда предлагал заключить так и не подписанный англо-французский договор. Английский король ошибочно предполагал, что Людовик предпочел-бы его союзу с голландцами: договор с Англией не был необходим для планов французов касательно Испанских Нидерландов, но договор с Голландской республикой позволил-бы избежать войны. В 1662 году был подписан франко-голландский оборонительный договор. Отношения между Англией и Францией продолжали ухудшаться, что привело к объявлению Францией войны Англии в январе 1666 года и выступлению на стороне голландцев во Второй англо-голландской войне.
Франция сыграла незначительную роль в войне, поскольку между голландцами и Людовиком росло взаимное подозрение. После мирного договора в Бреде в июле 1667 г. французский король в том же году вторгся в испанские Нидерланды, начав Деволюционную войну. Чтобы противостоять французской экспансии в регионе в 1668 году был сформирован Тройственный союз между Голландской республикой, Англией и Швецией, который немедленно вынудил Людовика подписать Первый Ахенский мирный договор с Испанией. В 1669 году трения между членами Тройственного союза убедили Людовика, что он может заставить Англию или Голландию выйти из него. После неудачных переговоров с голландцами, Карл обратился к Бурбону с предложением союза, которое было тайно передано сестрой Карла и женой младшего брата Филиппа Орлеанского Генриеттой Стюарт. На этом этапе единственными участниками переговоров были являвшиеся близкими родственниками Людовик, Карл и его сестра (Людовик был двоюродным братом Карла по линии деда Генриха IV).
Мотивы Карла являются темой для дискуссий среди историков, предлагавших следующие варианты: желание заключить союз с сильнейшим государством Европы, обеспечение политической и финансовой независимости от английского парламента; дать Англии возможность получить долю Испанской империи в случае её распада (инфанту Карлу II тогда было 8 лет, но о его болезнях, лишавших возможности иметь детей, было уже известно); заручиться поддержкой монархии со стороны английских католиков (а, возможно, и протестантских диссидентов); отомстить голландцам за поражение англичан в минувшей войне, особенно за унизительный рейд на Медуэй. Карл первоначально пытался заключить союз с Францией в 1668 году, не отказываясь от Тройственного союза. Людовик был женат на старшей дочери умершего в 1665 году испанского короля Филиппа IV Марии Терезии, которая отказалась от своих прав на наследство, но её муж последовательно стремился расширить своё королевство за счёт прилегающей испанской территории под прикрытием претензий от её имени. Людовик отверг предложение Карла в 1668 году, поскольку тот не желал присоединяться к нападению французов на Испанию.
В начале 1669 года Людовик попытался добиться согласия голландцев на захват Францией всей или большей части испанских Нидерландов, но те стремились не допустить размещения французской армии на своих границах или вблизи них. В тот же период Карл без особого успеха пытался сохранить Тройственный союз, урегулировав нерешенные вопросы внешней торговли с голландцами. Через своего посла во Франции Генри Джермина Стюарт одновременно попытался возобновить переговоры о союзе, но французский король настаивал на своей концепции — Англия должна присоединиться к его будущей войне против Голландии. Англичанин без энтузиазма относился к этому, но не имея иных дипломатических способов сохранить безопасность страны согласился на это при условии существенной финансовой помощи со стороны Франции. К декабрю 1669 года стороны вступили в более детальные переговоры, в течение пяти месяцев согласовывались подробные условия, обе страны пытались достичь взаимопонимания с Испанией.

## Условия
По секретному договору Карл должен был отказаться от Тройственного союзав пользу помощи Людовику в завоевании Голландии. При удачном исходе войны Англии было обещано несколько очень прибыльных портов вдоль одной из крупнейших рек, протекающих через Голландию.
Договор также содержал следующие условия:
- Англия предоставляет войско в 6 тыс. и 50 военных кораблей, а король Франции — 30; объединённые флоты будут находиться под командованием герцога Йоркского и брата Карла Якова Стюарта,
- Англия получает Валхерен, устья Шельды и острова Кадзанд,
- Интересы и права принца Вильгельма Оранского будут уважены[15],
- Торговый договор должен быть заключен как можно скорее (по нему английское правительство отказывалось от политики покровительства отечественной промышленности и удовлетворяло требования Франции по вопросам двухсторонней торговли)[16][17]

## Договор-прикрытие
Секретный договор был подписан и скреплён печатями в июне 1670 года. Затем герцог Бекингем Джордж Вильерс был назначен для ведения переговоров о договоре с королем Франции. Документ во многом следовал только что заключенному секретному договору, но отсутствовали пункт об объявлении Карлом себя католиком при подходящем положении в королевстве и дальнейшем нападении на Голландию. Этот договор был подписан всеми пятью членами Кабаля 21 декабря 1670 года.

## Последствия
Военные приготовления заняли некоторое время; Людовик объявил войну голландцам 6 апреля 1672 года, и на следующий день Карл последовал его примеру. 14 апреля в соответствии со Стокгольмским договором Франция выплатила Швеции субсидии, чтобы она оставалась нейтральной, а также пообещала военную поддержку, если ей будет угрожать Бранденбург-Пруссия. Этот франко-шведский союз завершил дипломатический проект изоляции Людовика.
Третья англо-голландская война началась для голландцев неудачно. Французская стратегия заключалась во вторжении вдоль реки Рейн, где голландская оборона была самой слабой, и обходе основных оборонительных сооружений на голландской границе с Испанскими Нидерландами по договорам через княжества-епископства Мюнстер и Кёльн. Несмотря на предупреждения о намерениях Франции, великий пенсионарий Ян де Витт ошибочно полагал, что война против Франции и Англии будет решена на море, и отдав приоритет оснащению голландского флота, пренебрёг приграничными крепостями на восточной границе. Это привело к значительным успехам французов и краху голландской армии, которая была вынуждена затопить линию водной обороны и предложить мирные переговоры на выгодных агрессору условиях. 1672 год стал известен в голландской истории как «Год бедствий» (нидерл. Rampjaar): оранжисты обвинили в неудачах де Витта, которого вынудили уйти в отставку, а позже жестоко убили вместе с братом Корнелисом.
За вырученное затоплением своей территории и переговорами время голландцы провели военные реформы, набрали новые войска и заручились неофициальной помощью Испании, что затем позволило возглавляемой Вильгельмом III Оранским в качестве генерал-капитана армии удерживать линию водной обороны в 1672 и 1673 годах. Людовик теперь был вовлечен в войну на истощение и столкнулся с растущим сопротивлением со стороны других европейских держав. Затраты на содержание английского флота оказались намного выше, и, несмотря на французские субсидии, Карл II столкнулся с растущей внутренней оппозицией войне. Частично это было связано с представлением англичан о том, что французский флот стоял в стороне, в то время как их родной принял на себя основную тяжесть борьбы с голландцами.
Так, командующий французской эскадрой в битве при Солебее Жан д’Эстре избежал основного сражения и вступил в бой на дальней дистанции с гораздо меньшими голландскими силами, чем заслужил осуждение англичан и некоторых французских офицеров. Поведение французского флота в двух битвах при Шуневелде 1673 года было ничем не примечательным, а в битве при Текселе Д’Эстре не вступил в прямой бой с голландцами (из-за погодных условий или требования Людовика сохранить флот на случай заключения между Англией и Голландией мира). В этой войне голландские каперы добились гораздо большего успеха в захвате английских торговых судов, чем их северные коллеги.
Отчаянно нуждаясь в средствах, Карл был вынужден созвать парламент на сессию впервые за более чем два года, хотя надеялся не созывать для ведения войны без чужого надзора. В 1674 году, во многом из-за оказанного этим институтом давления, Англия подписала положивший конец боевым действиям с Голландией Вестминстерский договор. Французы продолжили боевые действия ещё четыре года. Мирная конференция была созвана в Неймегене в 1676 году, но она не принесла большого прогресса, поскольку французы настаивали на сохранении контроля над крепостью Маастрихт. Однако заключение англо-голландского оборонительного договора в марте 1678 года убедило Людовика предложить мир без уступки какой-либо голландской территории, что привело к подписанию Неймегенского договора. По нему Франция получила Франш-Конте и несколько городов в Испанских Нидерландах.
В 1672 году Карл издал декларацию о веротерпимости, которая приостановила действие уголовных законов против протестантов-нонконформистов, а также ослабила (но не приостановила) действие уголовных законов против католиков. Когда в том же году парламент вновь собрался, он осудил декларацию и объявил, что английский монарх не обладает полномочиями издавать прокламации, приостанавливающие действие принятых парламентом уголовных законов. Более того, парламентарии отказались финансировать продолжающуюся войну до тех пор, пока декларация не будет отозвана. Карл был вынужден подчиниться, тем самым лишившись возможности примирения с Римско-католической церковью.
Обещание Карла II помочь Людовику в отстаивании «новых прав на испанскую монархию» как супругу Марии Терезии было личным, и, поскольку испанский король пережил его, не имело никакого эффекта.

## Обнаружение
Секретный договор стал достоянием общественности в 1771 года, когда историк сэр Джон Дэлримпл опубликовал его в «Мемуарах Великобритании и Ирландии». Появись они при жизни Карла II Стюарта, они могли радикально повлиять на политическую жизнь его королевства на фоне сфабрикованного Титусом Оутсом в 1678 году папистского заговора, привёдшего к гонениям на католиков.